# Heidi Mueller
Heidi Mueller (Heidi Jo Mueller) est une actrice américaine née le 29 janvier 1982, en Ohio.

## Filmographie
Séries télévisées
- Passions (2003-2008) : Kathleen Elizabeth "Kay" Bennett

Cinèma
2011: Vile de Taylor Sheridan: Lisa

## Nominations
En 2005 : Nommée au Soap Opera Digest Award (nouvelle venue)

## Anecdotes
(avril 2013).
Si vous disposez d'ouvrages ou d'articles de référence ou si vous connaissez des sites web de qualité traitant du thème abordé ici, merci de compléter l'article en donnant les références utiles à sa vérifiabilité et en les liant à la section « Notes et références ».
- Passions est son premier contrat à la télévision.
- Elle est la fille de Don Mueller et Pam Hill.
- Elle était fiancée à Matthew Lawrence de décembre 2004 à mars 2006.
- Parmi ses ex, on peut noter : Thad Luckinbill (Les Feux de l'amour) (2003), Josh Duhamel (Las Vegas) (2004), Matthew Lawrence (2004 à 2006), Mario López (Sauvés par le gong) (2006), Jamie Kennedy (Scream) (2007).